# 以色列測量局
以色列測量局（希伯來語：‎）是以色列住房和建築部的測量及繪圖部門，前身是英國殖民時代的巴勒斯坦測量部門。以色列測量局總部位於特拉維夫，在耶路撒冷、貝爾謝巴、海法、拿撒勒设有分支機構。以色列測量局也是以色列國家GIS數據庫的管理者。

## 外部連結
- Survey Of IsraelArchive.today的存檔，存档日期2012-12-19
- Survey Of Israel's Heritage website（页面存档备份，存于）

32°4′2.78″N 34°46′49.81″E / 32.0674389°N 34.7805028°E